# زلمار آشهایم
زلمار آشهایم (آلمانی: Selmar Aschheim؛ ۴ اکتبر ۱۸۷۸ – ۱۵ فوریه ۱۹۶۵) متخصص پزشکی زنان اهل آلمان بود.
وی دانش‌آموخته دانشگاه پزشکی فرایبورگ بود و بعدها یکی از پزشکان بیمارستان شاریته و رئیس مرکز پژوهش‌های پزشکی زنان در دانشگاه هومبولت برلین شد. زلمار آشهایم که یهودی بود در سال ۱۹۳۳ مجبور به فرار از آلمان نازی شد و به پاریس رفت.
آشهایم متخصص بافت‌شناسی و پژوهش‌های هورمون بیماری‌های زنان بود و در سال ۱۹۲۸ میلادی با همکاری یک متخصص غدد درون‌ریز و متابولیسم به نام برنهارت تسوندک موفق به جداسازی هورمون گنادوتروپینی اچ‌سی‌جی (hCG) در ادرار زنان باردار شد. پژوهش‌های آنها منجر به ابداع «آزمایش آشهایم-تسوندک» شد که روشی برای تشخیص حاملگی بود؛ به این ترتیب که آنها ادرار یک زن مشکوک به بارداری را به یک موش نابالغ آزمایشگاهی تزریق می‌کردند. اگر در آن موش، واکنش‌های مربوط به دوره فحلی مشاهده می‌شد، بدان معنا بود که زن مورد آزمایش، حامله است.